# Gozzoburg
Die Gozzoburg ist eine hochmittelalterliche Stadtburg in Krems an der Donau in Niederösterreich. Die Stadtburg zählt zu den bedeutendsten Gebäuden im Stil der frühen Gotik in Niederösterreich. Das Gebäude besteht aus einem östlichen und einem westlichen Trakt, die durch die ursprüngliche Bausubstanz miteinander verbunden sind.

## Geschichte
Ein spätromanisches, L-förmiges Gebäude aus der Zeit nach 1235 bildet den Kernbau der Gozzoburg mit einem Hocheinstieg und drei erhaltenen Rundbogenfenstern. Nach der Übernahme dieses Hauses durch den Kremser Stadtrichter Gozzo von Krems in den späten vierziger Jahren des 13. Jahrhunderts wurde der Kernbau in drei Phasen zu einer ansehnlichen Palastanlage ausgebaut. Die erste urkundliche Erwähnung des Namens erfolgte im Jahr 1258, im Jahr 1267 erfolgte die Einweihung der neu gebauten Katharinenkapelle.
Im Jahr 1320 wurde die Burg zum Teil des Besitzes der Habsburger, im 15. Jahrhundert wurde sie häufig verpfändet. 1477 während einer Belagerung der Stadt durch die Truppen von Matthias Corvinus wurde die Burg beschädigt und in den Jahren 1484 bis 1487 umgebaut.
Im 19. Jahrhundert wurde der Turm der Burg abgerissen. Von 1958 bis 1964 erfolgte eine umfangreiche Renovierung des Bauwerks. Eine Generalsanierung und umfassende Revitalisierung der Burg wurde zu großen Teilen im Sommer 2007 abgeschlossen; seit dem 21. September 2007 ist der Stadtpalast nun erstmals auch im Rahmen von Führungen öffentlich zugänglich. Bei der Restaurierung wurden sehr gut erhaltene und zugleich mit eine der ältesten profanen Fresken Mitteleuropas entdeckt. Die dargestellte Legende von Barlaam und Josaphat war im Mittelalter in ganz Europa sehr bekannt. Seit 2007 laufen noch Arbeiten zur Erforschung und Instandsetzung der Kapellenräume in der Burg (Katharinenkapelle und kleine Kapelle).
Die restaurierte Gozzoburg wurde 2009 als Musterbeispiel für die Bewahrung kulturellen Erbes und vorbildhafte Restaurierung mit dem Europa-Nostra-Preis ausgezeichnet.
In der Gozzoburg ist das Landeskonservatorat für Niederösterreich des Bundesdenkmalamtes beheimatet.

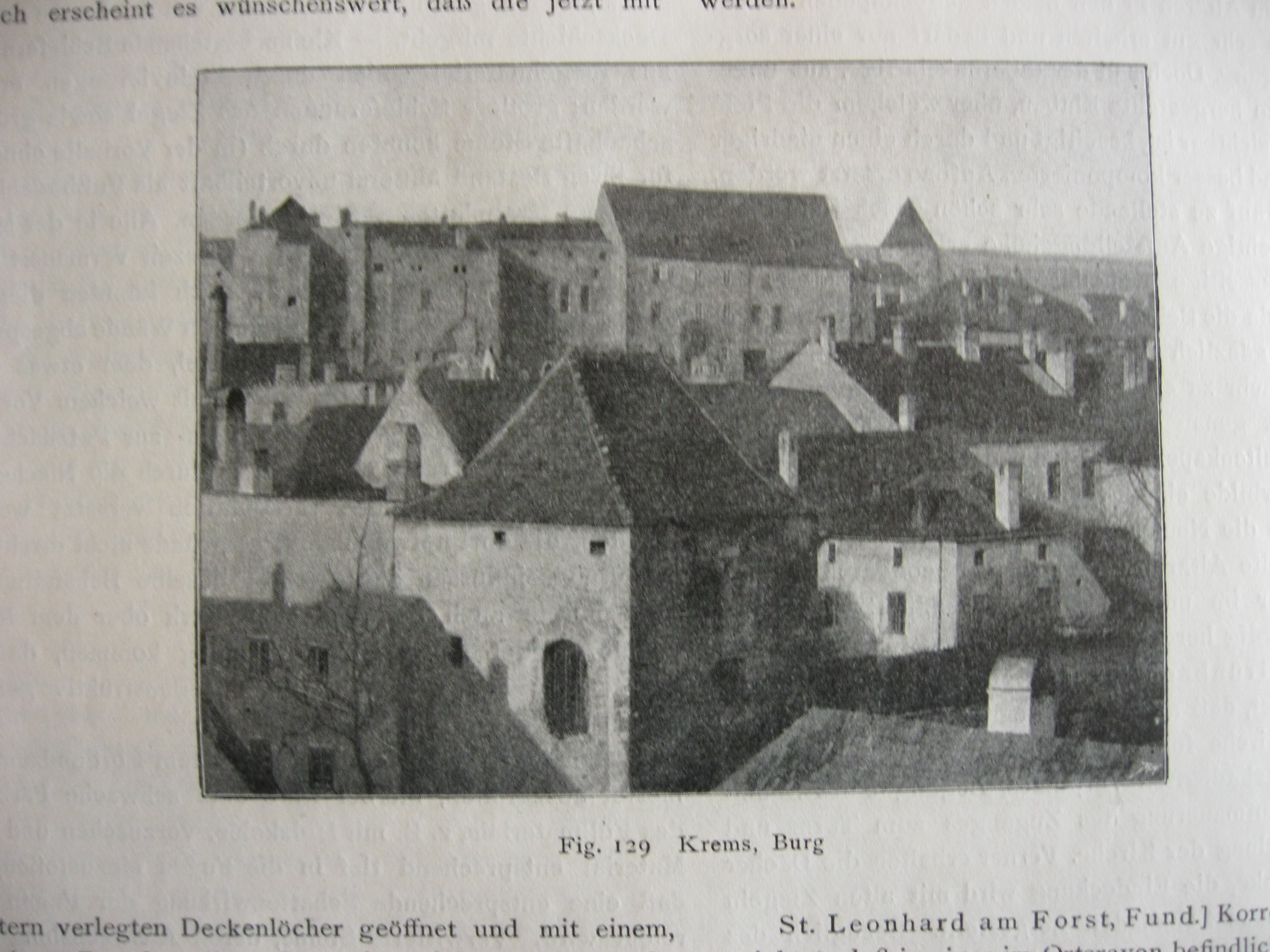
Alte Ansicht von Süden
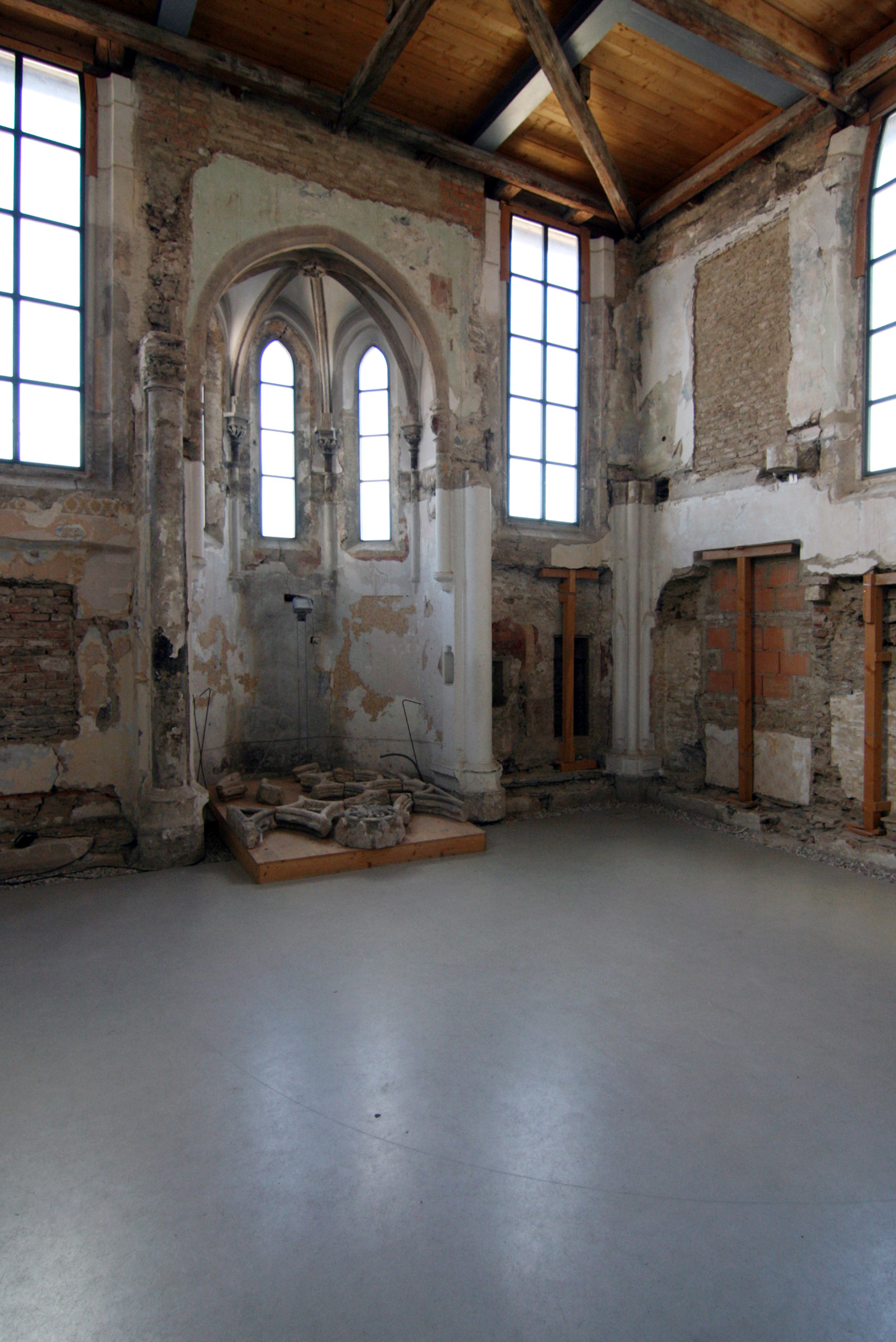
Katharinenkapelle der Gozzoburg (Restaurierung September 2012)
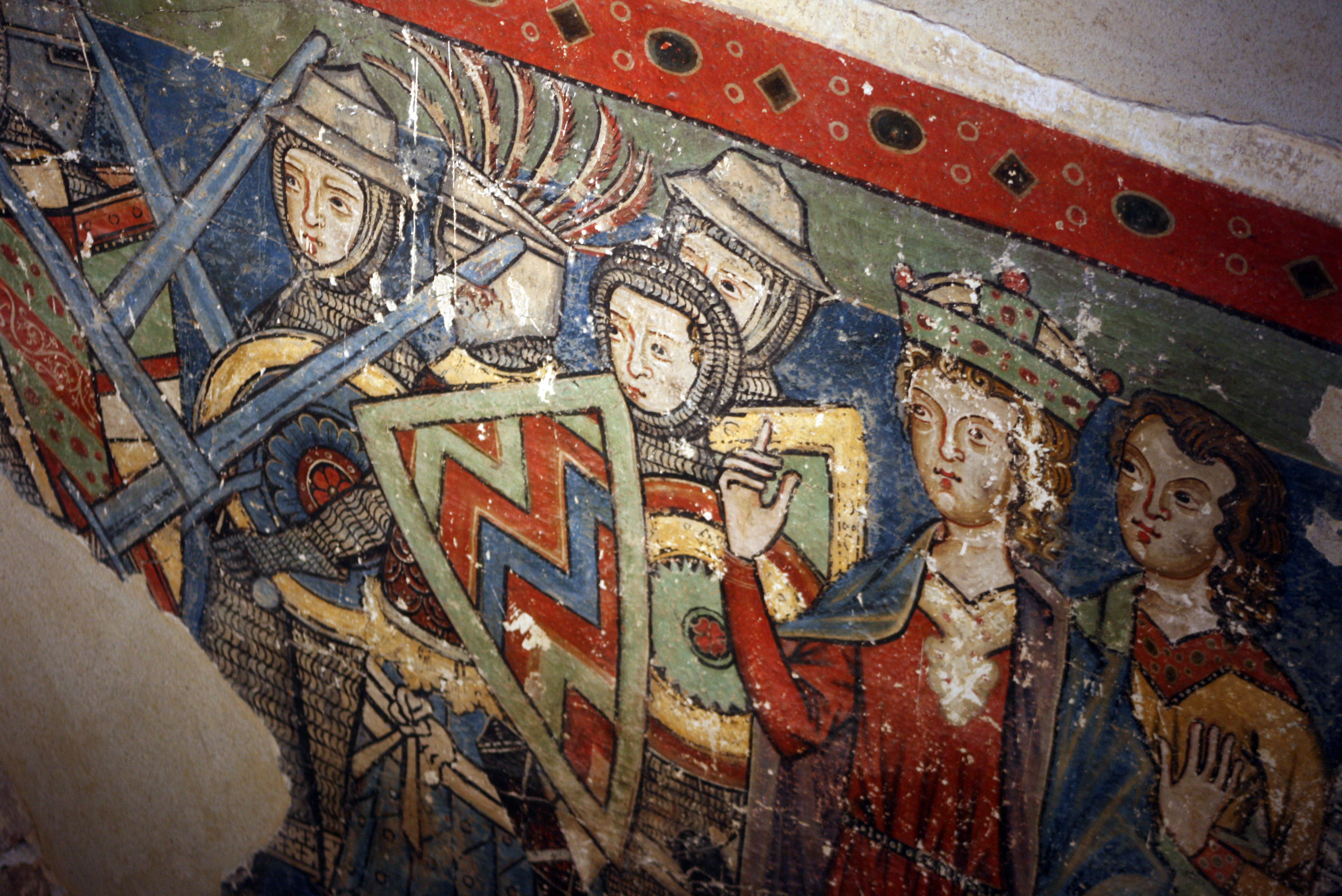
Detail aus dem Freskensaal
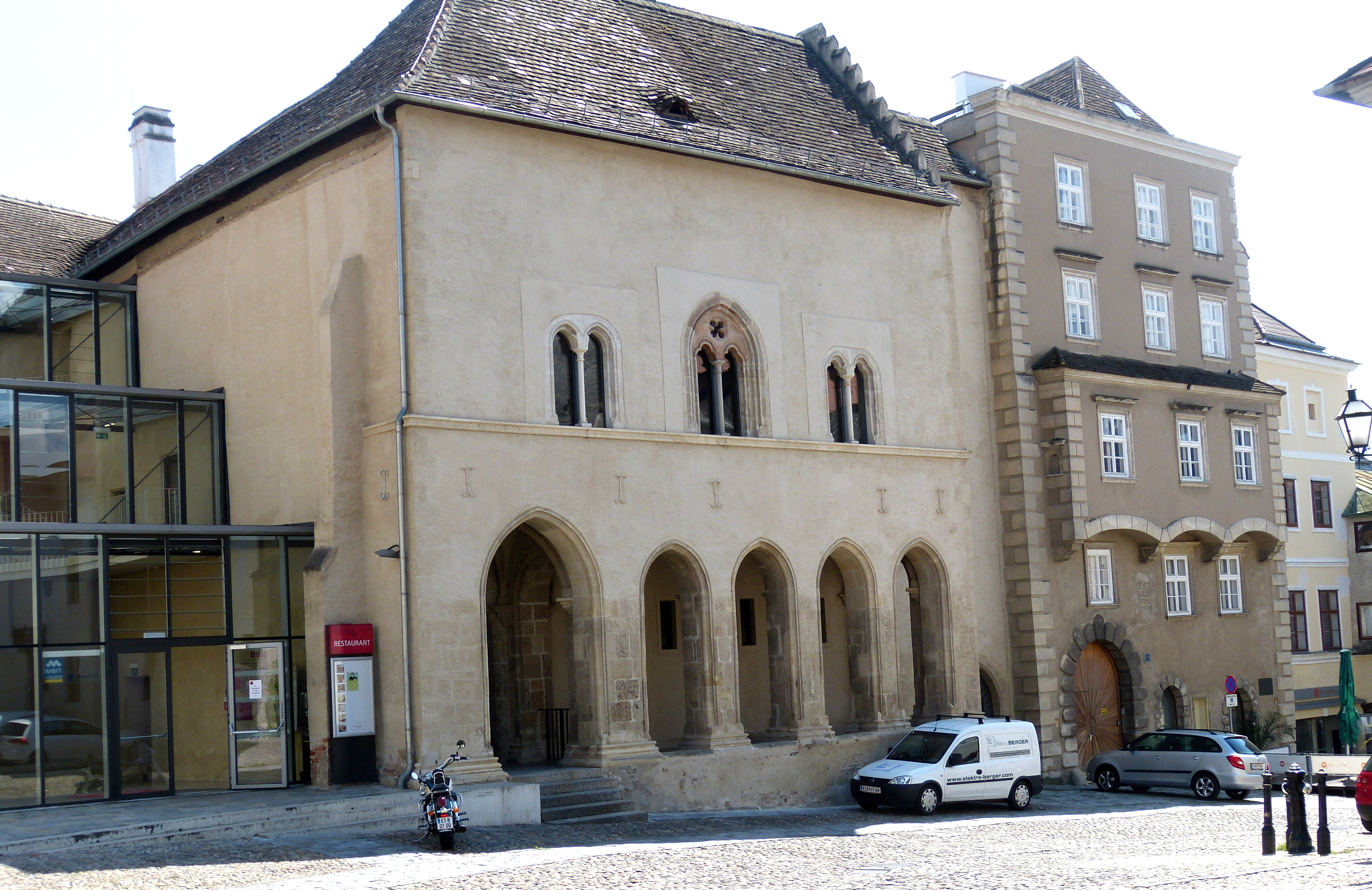
Der Saalbau
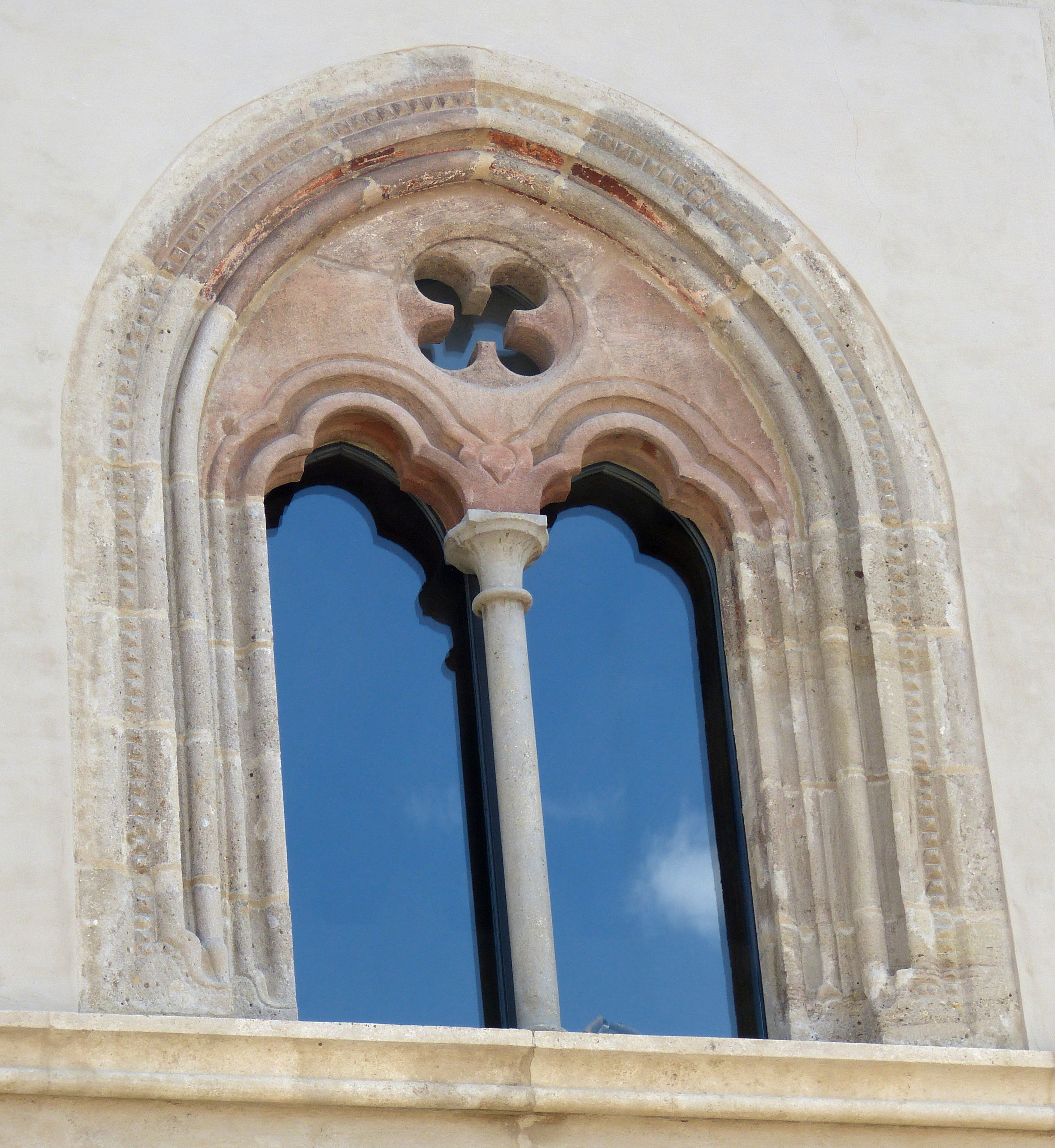
Biforium am Saalbau
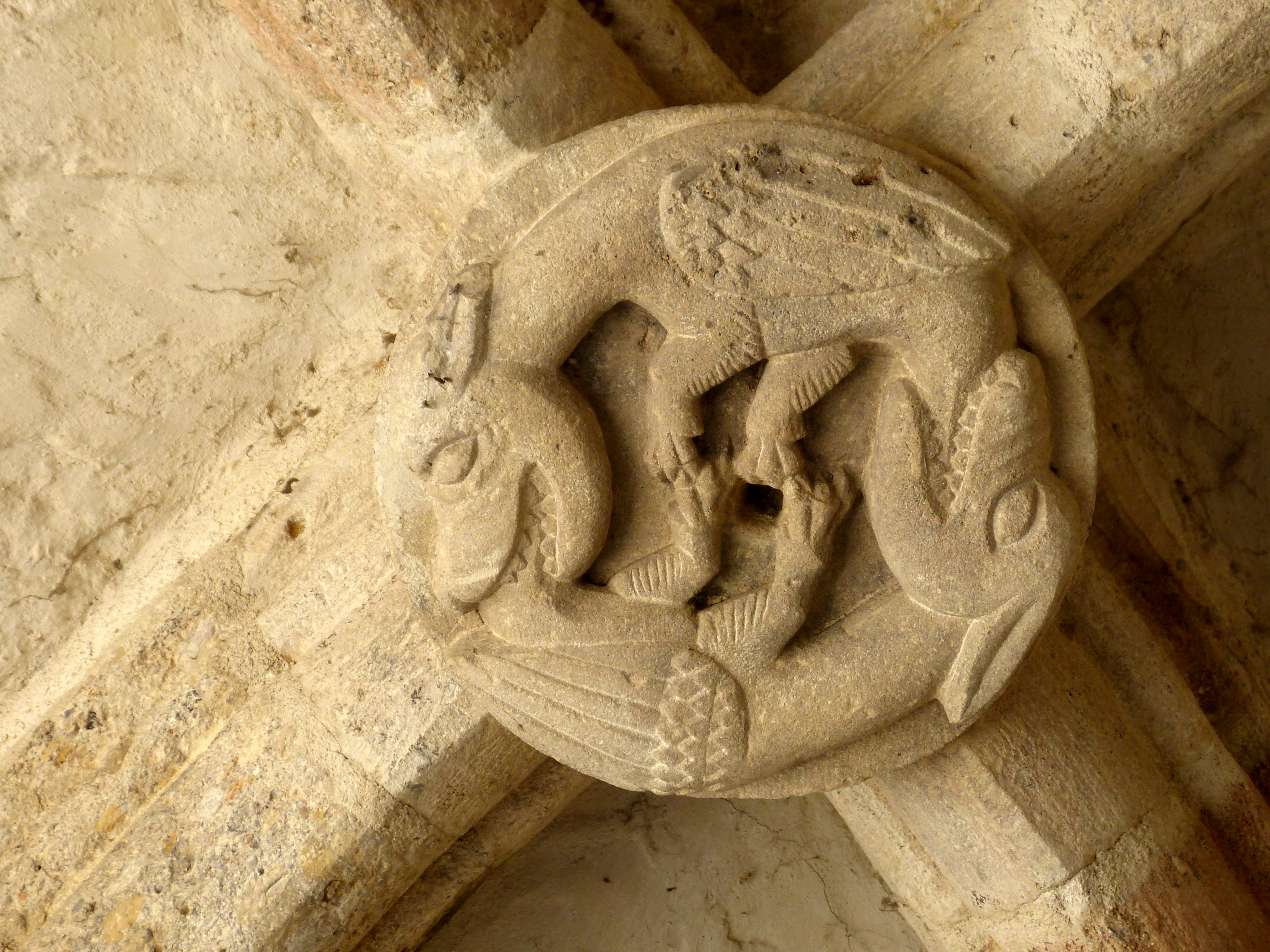
Schlussstein in Kreuzgewölbe